# Gunilla Gränsbo

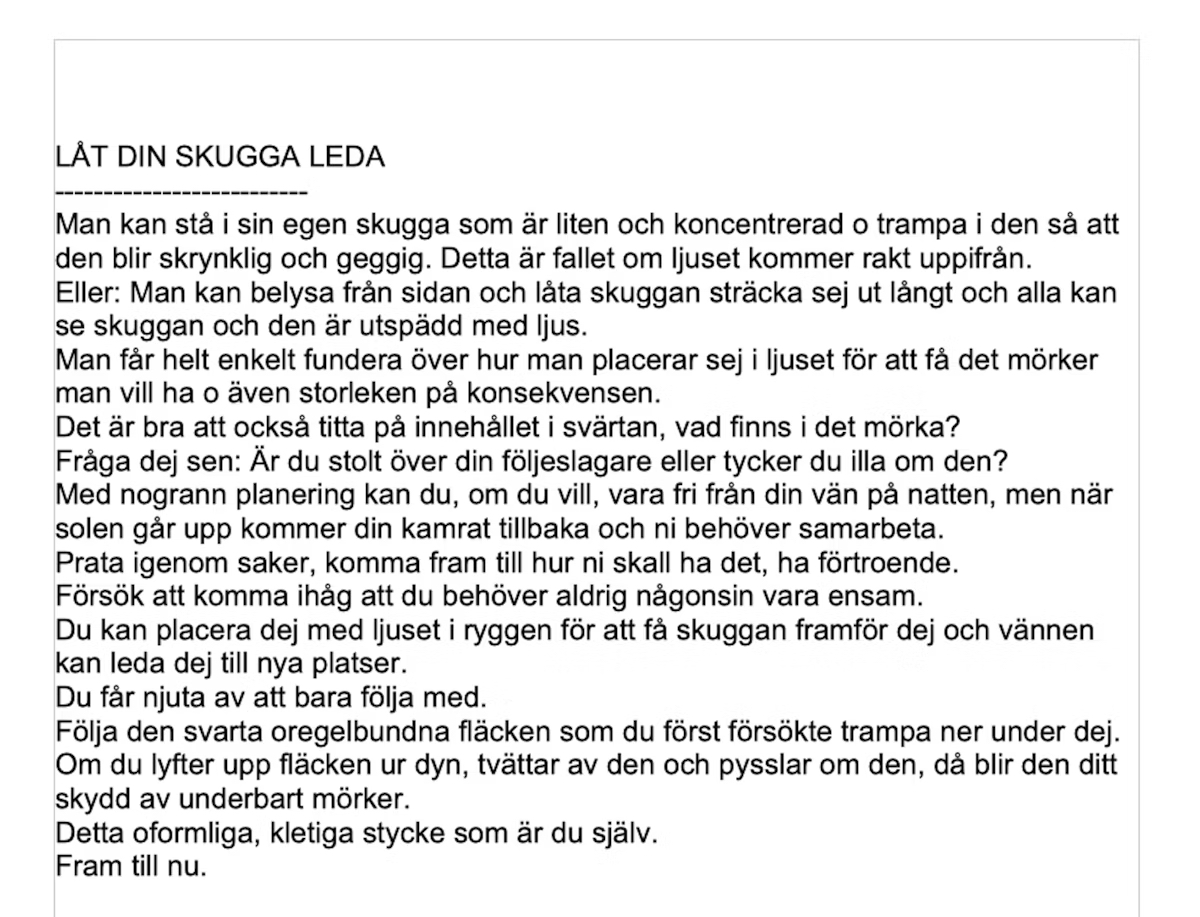
Låt din skugga leda

Eva Gunilla Gränsbo, född 1958 i Skåne, är en svensk författare, animationspedagog, maskör med mera, utbildad på Dramatiska Institutet, Konsthögskolan Valand. Hon är verksam i Göteborg. 

## Bibliografi

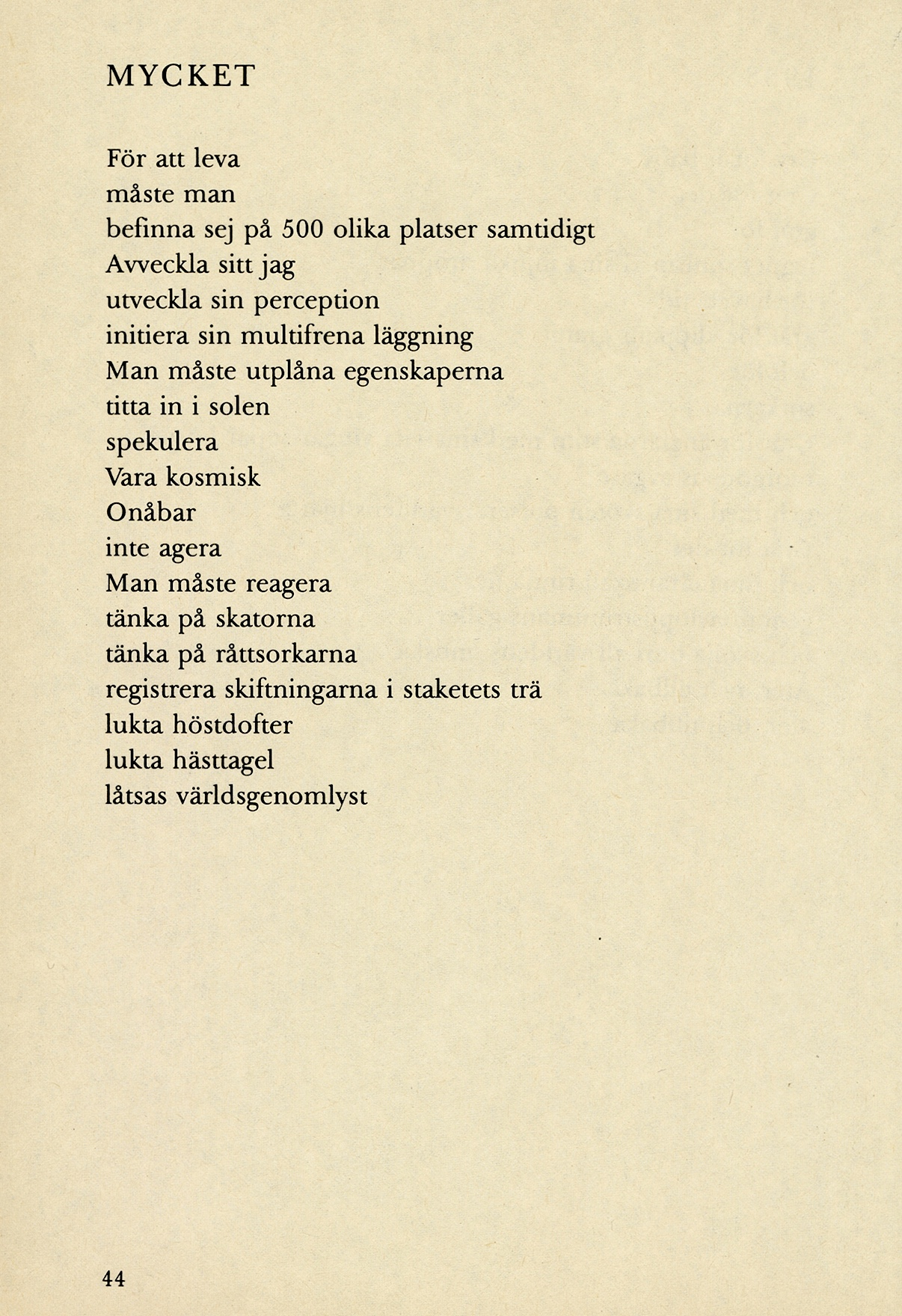
Mycket

## Filmografi
Enligt Svensk Filmdatabas:
- 1982 - Strul (maskör o perukmakare)
- 1984 - Korpen flyger (maskör o perukmakare)
- 2018 - D-stunden (manus, regi)